# Грицівська волость
Грицівська волость — адміністративно-територіальна одиниця Ізяславського повіту Волинської губернії з центром у містечку Гриців. 
Наприкінці ХІХ ст. до складу волості відійшло село Велика Шкарівка ліквідованої Мало-Шкарівської волості.
Станом на 1886 рік складалася з 6 поселень, 6 сільських громад. Населення — 5388 осіб (2693 чоловічої статі та 2695 — жіночої), 639 дворових господарств.
|                     | Площа, десятин | У тому числі орної, десятин |
| ------------------- | -------------- | --------------------------- |
| Сільських громад    | 5182           | 3534                        |
| Приватної власності | 5508           | 3284                        |
| Іншої власності     | 282            | 175                         |
| Загалом             | 10972          | 6993                        |

Поселення волості:
- Гриців — колишнє власницьке містечко при річці Хомора за 30 верст від повітового міста, 1391 особа, 179 дворів; волосне правління, православна церква, католицька каплиця, 4 єврейських молитовних будинки, школа, аптека, 4 постоялих будинки, 50 лавок, базар по святах, водяний млин, цегельний та винокурний заводи.
- Губча — колишнє власницьке село при струмку Самець, 614 осіб, 72 двори, правосланва церква, школа, 2 постоялих будинки.
- Коськів — колишнє власницьке село при річці Хомора, 1222 особи, 137 дворів, православна церква, школа, постоялий будинок, 2 водяних млини, винокурний завод.
- Латівка — колишнє власницьке село при річці Глибока Долина, 958 осіб, 133 двори, православна церква, школа, 3 постоялих будинки, водяний млин.
- Онишківці — колишнє власницьке село, 639 осіб, 88 дворів, православна церква, постоялий будинок, водяний млин.